# Citação fora de contexto
A prática de citar fora de contexto é uma falácia informal e um tipo de falsa atribuição em que uma passagem é removida da sua matéria circundante de tal forma a distorcer o significado pretendido. Esses textos descontextualizados são estereotipicamente intencionais, mas também podem ocorrer acidentalmente se alguém interpreta mal o significado e omite algo essencial para esclarecê-lo, pensando que não é essencial.
Argumentos baseados nesta falácia tipicamente assumem duas formas:
1. Como um argumento do espantalho, que é frequentemente encontrado na política, envolve citar um oponente fora de contexto, a fim de deturpar sua posição (normalmente para torná-lo mais simplista ou extremo), a fim de tornar mais fácil de refutar.
2. Como um apelo à autoridade, envolve a citação de uma autoridade sobre o assunto fora do contexto, a fim de deturpar essa autoridade como apoio a alguma posição.
Em ambos os casos, quanto a citar uma pessoa fora do contexto, o ato pode ser feito intencionalmente para avançar uma agenda ou ganhar um argumento, também é possível remover o contexto essencial sem o objetivo de enganar, por não perceber uma mudança no significado ou implicação que pode resultar em citar o que é percebido como o cerne essencial de uma afirmação.